# Oliver County
Oliver County är ett administrativt område i delstaten North Dakota, USA. År 2010 hade countyt  1 846 invånare. Den administrativa huvudorten (county seat) är Center. 

## Geografi
Enligt United States Census Bureau har countyt en total area på 1 894 km². 1 874 km² av den arean är land och 20 km² är vatten. 

### Angränsande countyn
- McLean County - nordöst
- Burleigh County - öst
- Morton County - syd
- Mercer County - väst and nord